# Good Girls Go Bad
"Good Girls Go Bad" (pt: Boas garotas se tornarem más) é uma canção gravada pela banda  americana de pop punk Cobra Starship com vocais de Leighton Meester. Foi o primeiro single do seu terceiro álbum de estúdio, Hot Mess. A canção foi lançada digitalmente através de  iTunes em 11 de maio de 2009. Em 8 de maio de 2009, "Good Girls Go Bad" fez sua estréia na rádio KIIS-FM.
A canção foi produzida pela ex-jurada do American Idol, Kara DioGuardi, e Kevin Rudolf. A canção tem tido grande sucesso nos EUA, atingindo o número 7 no  Billboard Hot 100, sua primeira canção a entrar no Top 10, bem como a sua primeira canção a aparecer na Billboard Hot 100. A canção recebeu airplay pesado no Canadá, estreando em #21 na parada de airplay da rádio do Canadá, "Canadian Hit 30", na semana que terminou em 25 de julho de 2009. A canção também estreou na Radio 1 no Reino Unido em setembro de 2009. Como referência para os vocais de Leighton Meester, a faixa foi usada em   Gossip Girl para várias cenas em que sua personagem, Blair Waldorf. Esta canção também foi usada no episódio "Friend or Foe?" da série Greek, na estreia da 4ª temporada de Ugly Betty, e no episódio "Homecoming and Coming Home" de Hart of Dixie. A canção também foi apresentada brevemente no trailer da comédia de 2010 You Again.

## Produção

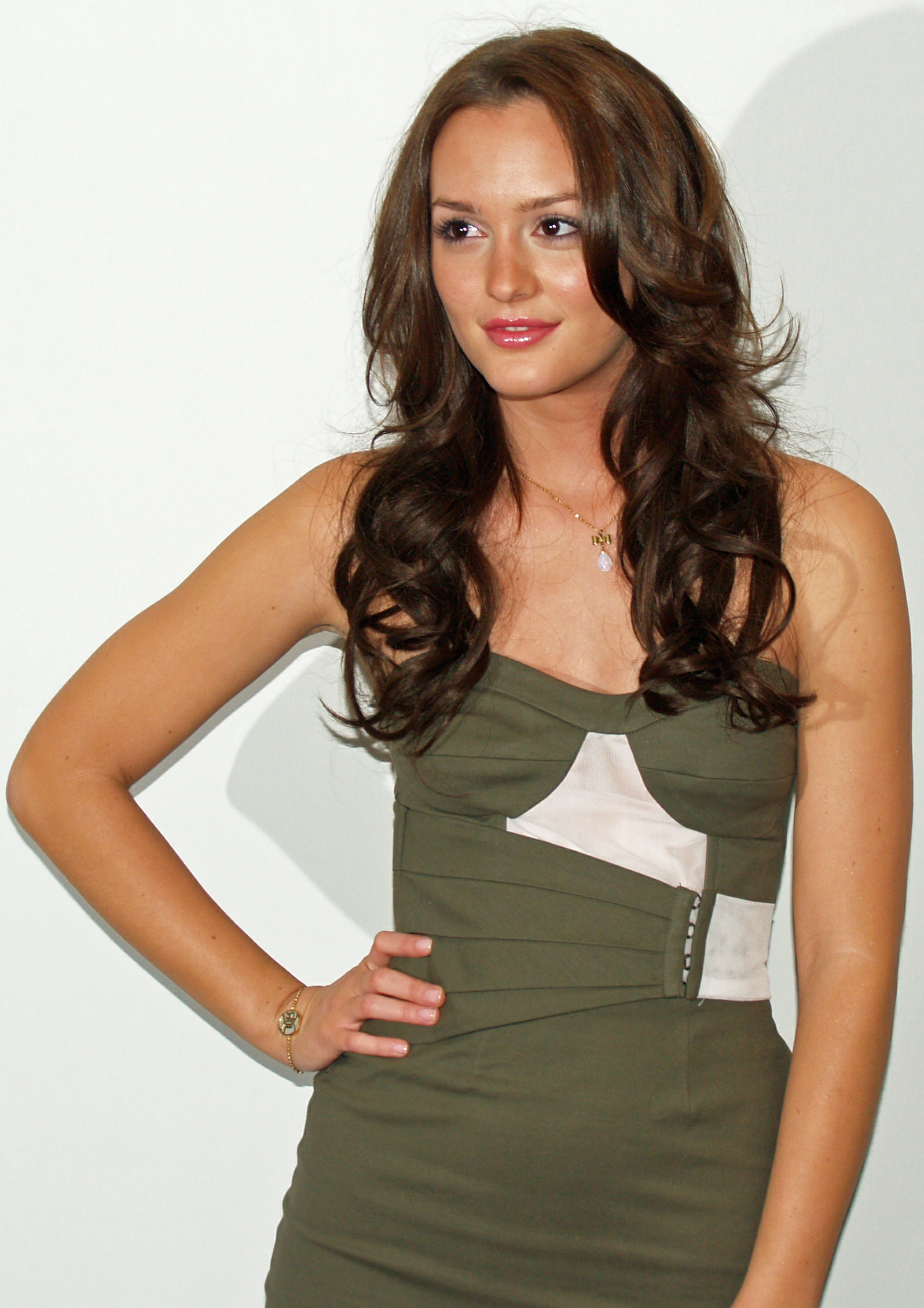
Atriz e cantora americana Leighton Meester é destaque na trilha.

A banda foi oferecida pela primeira vez a trabalhar com Kara DioGuardi em 2009, assim como DioGuardi estava se tornando uma jurada  do American Idol. O vocalista Gabe Saporta explicou:
 Fomos oferecidos para trabalhar com Kara bem quando ela estava se tornando um dos jurados do American Idol. Nós não sabia quem ela era. Ela não sabia quem éramos. Nós ficou viciado com ela. Eu estva tipo: "Quem é essa pessoa?" Ela tipo: "Quem é essa banda irritante?" Mas nós chegamos no quarto, e foi como mágica, nós escrevemos a canção em 15 minutos. É, tipo, a melhor canção do nosso álbum. 

Quinze minutos após a criação do ganho para a música, toda a faixa foi feita  Em 27 de abril de 2009, foi anunciado que Leighton Meester, a estrela da série  Gossip Girl,  teria uma participação na canção. O vocalista Gabe Saporta queria Meester para ser a parceria na música, porque "já é a característica de sua personagem em Gossip Girl, como a menina perfeita com o caráter ruim".  Meester uma vez que ouviu "Good Girls Go Bad ", tomou um gosto imediato por ela. "Eu pensei, 'Eu preciso chegar com isso!' É totalmente o meu som também. Muito divertida para dançar. Muito ousada e legal."

## Performances ao vivo
Cobra Starship se apresentou com a música ao vivo com Nicole Scherzinger no People's Choice Awards (2009) e comPaulina Rubio em Los Premios MTV Latinoamérica 2009. Em 18 de novembro de 2009, Leighton Meester cantou a música pela primeira vez na Flagship Store da "American Eagle Outfitters". Em 24 de novembro de 2009, Cobra Starship ao lado de Leighton Meester cantou a música pela primeira vez em OP Presents Tour em Nokia Theatre L.A. Live.

## Recepção Crítica
Micheal Menachem, revisor da Billboard, fez um comentário sobre a canção:

"'Good Girls Go Bad' tem a magia de lançar os membros do Cobra Starship para o estrelato. Poderes a banda dance-punk de Nova York, o single de seu terceiro álbum, "Hot Mess", elegantes o suficiente para um passeio ao longo do calçadão e barulhenta o suficiente para o clube. O hino dos 'caras' é adoçado com primeiro trabalho musical da estrela Leighton Meester, adicionando um pouco de atrevimento para coincidir com vocais enérgicos de Gabe Saporta. O gancho e refrão contagiante tem um componente animado do grupo em um apelo semelhante ao do No Doubt em "Hey Baby" - menos o reggae, mas com uma sacudida acelerada de electro - chegou o Cobra Starship." 

Bill Lamb, do About.com deu a canção  estrelas comentando sobre seu som dançante e que soa bem no rádio, cativante, e que Leighton Meester acrescenta alguma especiarias, mas desconsidera as letras bobas. No geral, ele acha que "Este é um dos singles pop mais deliberadamente polido do ano."
No entanto, Mayer Nissim de Digital Spy deu a música uma estrela de cinco, dizendo que é "um dos mais grosseiro e estúpido single na  história da música. A música é ruim o suficiente, a sua produção sub-GaGa, porém, as letras conseguem levar a música para um novo mundo de terrível, a leitura como um manifesto imbecil de um paixão livre." De acordo com a revisão, a canção é provável que seja a "canção pop emocionalmente e artisticamente mais falida" de 2009.

## Vídeo Musical
Um videoclipe para a canção foi filmado em 3 de maio de 2009, em Nova Iorque  pelo diretor Kai Regan e estreou na segunda-feira, 29 de junho de 2009. Leighton Meester gravou o clipe, enquanto ela estava na cidade para o Costume Institute Gala de 2009.
O conceito do vídeo é que Gabe Saporta dirige um bar clandestino subterrâneo, com prateleiras de bebidas, mesas de jogo e uma pista de dança. A banda está a cargo de uma delicatessen acima do solo, que atua como uma operação de frente para esconder a depravação de dentro. Para obter acesso ao clube ilegal, os clientes devem pedir o sanduíche correto e prossigir para baixo de uma escada. Meester e Victoria Asher - que tem um codinome de Johnny Outlaw - tecladista da banda, troc de várias mensagens de texto enquanto está no clube sobre um pacote escondido na cabine do DJ. Em um ponto, Meester faz referências ao seu papel de Blair Waldorf em  Gossip Girl por digitar "xoxo" no SMS. Meester recupera o pacote e, logo depois, o clube é invadido pela polícia, e os operadores do clube - incluindo Saporta - são todos presos. No final do vídeo, é revelado que Asher e Meester eram agentes secretos envolvidos em uma operação policial.  O vídeo foi nomeado em 2009 MTV Video Music Awards na categoria Melhor Vídeo Pop, mas perdeu para "Womanizer" de Britney Spears.

## Faixas
Reino Unido CD single
1. "Good Girls Go Bad" - 3:17

Reino Unido EP digital
1. "Good Girls Go Bad" - 3:17
2. "Good Girls Go Bad" (Suave Suarez on Pleasure Ryland remix) - 3:58
3. "Good Girls Go Bad" (Cash Cash remix) - 4:39

Alemanha CD single
1. "Good Girls Go Bad" - 3:17
2. "Good Girls Go Bad Feat. Flo Rida " (Frank E remix) - 3:22

Alemanha CD maxi
1. "Good Girls Go Bad" - 3:17
2. "Good Girls Go Bad Feat. Flo Rida " (Frank E remix) - 3:22
3. "Good Girls Go Bad" (MoAzza remix) - 4:08
4. "Good Girls Go Bad" (funk Generation Club remix)
5. "Good Girls Go Bad" (Suave Suarez on Pleasure Ryland remix) - 3:58
6. "Good Girls Go Bad" (music video)

## Remixes
1. "Good Girls Go Bad" (Versão doálbum) - 3:17
2. "Good Girls Go Bad" (Suave Suarez on Pleasure Ryland remix) - 3:58
3. "Good Girls Go Bad" (Matt Haick remix) - 4:10
4. "Good Girls Go Bad" (Cash Cash remix) - 4:39
5. "Good Girls Go Bad" (MoAzza remix) - 4:08
6. "Good Girls Go Bad" (Isom Innis remix) - 4:10
7. "Good Girls Go Bad Feat. Flo Rida " (Frank E remix) - 3:22
8. "Good Girls Go Bad" (Ruff Loaderz remix) - 4:01
9. "Good Kids Smoke Crack" (Rucka Rucka Ali parodia) - 3:11

## Paradas
| País           | Certificação |
| -------------- | ------------ |
| Estados Unidos | 2× Platina   |
| Austrália      | Ouro         |
| Canadá         | Platina      |
| Nova Zelandia  | Platina      |

| Parada (2009–10)                                     | Melhor posição |
| ---------------------------------------------------- | -------------- |
| Austrália (ARIA)                                     | 5              |
| Áustria (Ö3 Austria Top 75)                          | 37             |
| Bélgica (Ultratop 50 de Flandres)                    | 4              |
| Canadá (Canadian Hot 100)                            | 7              |
| Países Baixos (Single Top 100)                       | 61             |
| Finlândia (Suomen virallinen lista)                  | 13             |
| Irlanda (IRMA)                                       | 17             |
| Nova Zelândia (Recorded Music NZ)                    | 2              |
| Reino Unido (UK Singles Chart)                       | 17             |
| Reino Unido (UK Dance Chart)                         | 9              |
| Estados Unidos Billboard Hot 100                     | 7              |
| Estados Unidos Pop Songs (Billboard)                 | 5              |
| Estados Unidos Billboard Adult Pop Songs (Billboard) | 25             |

| Parada (2009)               | Posição |
| --------------------------- | ------- |
| Nova Zelândia Singles Chart | 18      |
| UK Singles Chart            | 155     |
| US Billboard Hot 100        | 43      |

## Histórico de lançamento
| País           | Data                  | Formato                     |
| -------------- | --------------------- | --------------------------- |
| Estados Unidos | 11 de maio de 2009    | Download digital            |
| Canadá         | 11 de maio de 2009    | Download digital            |
| Reino Unido    | 19 de maio de 2009    | Download digital, CD single |
| Áustria        | 22 de janeiro de 2010 | CD Maxi, CD single          |
| Alemanha       | 22 de janeiro de 2010 | CD Maxi, CD single          |